# نادي يوفنتوس بوخارست
نادي يوفنتوس بوخارست لكرة القدم (بالإنجليزية: FC Juventus Bucureşti)‏ بالرومانية ( clubul de fotbal Juventus bucuresti) هو نادي كرة قدم روماني . تم تأسيس النادي في سنة 1924 وتم حله في سنة 1952 .